# Sainte-Cécile (Vendée)
Sainte-Cécile és un municipi francès situat al departament de Vendée i a la regió de País del Loira. L'any 2007 tenia 1.460 habitants.

## Demografia

### Població
El 2007 la població de fet de Sainte-Cécile era de 1.460 persones. Hi havia 524 famílies de les quals 121 eren unipersonals (50 homes vivint sols i 71 dones vivint soles), 164 parelles sense fills, 218 parelles amb fills i 21 famílies monoparentals amb fills.
La població ha evolucionat segons el següent gràfic:
Habitants censats

### Habitatges
El 2007 hi havia 610 habitatges, 547 eren l'habitatge principal de la família, 35 eren segones residències i 29 estaven desocupats. 592 eren cases i 14 eren apartaments. Dels 547 habitatges principals, 422 estaven ocupats pels seus propietaris, 111 estaven llogats i ocupats pels llogaters i 14 estaven cedits a títol gratuït; 3 tenien una cambra, 14 en tenien dues, 61 en tenien tres, 136 en tenien quatre i 333 en tenien cinc o més. 418 habitatges disposaven pel capbaix d'una plaça de pàrquing. A 236 habitatges hi havia un automòbil i a 271 n'hi havia dos o més.

### Piràmide de població
La piràmide de població per edats i sexe el 2009 era:
| Homes | Edats   | Dones |
| ----- | ------- | ----- |
| 0     | 95 o +  | 4     |
| 4     | 90 a 94 | 8     |
| 8     | 85 a 89 | 12    |
| 4     | 80 a 84 | 12    |
| 20    | 75 a 79 | 36    |
| 36    | 70 a 74 | 32    |
| 20    | 65 a 69 | 32    |
| 36    | 60 a 64 | 52    |
| 24    | 55 a 59 | 20    |
| 28    | 50 a 54 | 24    |
| 52    | 45 a 49 | 40    |
| 44    | 40 a 44 | 28    |
| 64    | 35 a 39 | 40    |
| 48    | 30 a 34 | 44    |
| 28    | 25 a 29 | 40    |
| 20    | 20 a 24 | 16    |
| 40    | 15 a 19 | 36    |
| 40    | 10 a 14 | 36    |
| 48    | 5 a 9   | 40    |
| 48    | 0 a 4   | 24    |

## Economia
El 2007 la població en edat de treballar era de 904 persones, 707 eren actives i 197 eren inactives. De les 707 persones actives 672 estaven ocupades (392 homes i 280 dones) i 35 estaven aturades (13 homes i 22 dones). De les 197 persones inactives 50 estaven jubilades, 83 estaven estudiant i 64 estaven classificades com a «altres inactius».

### Ingressos
El 2009 a Sainte-Cécile hi havia 585 unitats fiscals que integraven 1.496,5 persones, la mediana anual d'ingressos fiscals per persona era de 15.986 €.

### Activitats econòmiques
Dels 45 establiments que hi havia el 2007, 1 era d'una empresa alimentària, 2 d'empreses de fabricació de material elèctric, 1 d'una empresa de fabricació d'elements pel transport, 5 d'empreses de fabricació d'altres productes industrials, 9 d'empreses de construcció, 9 d'empreses de comerç i reparació d'automòbils, 2 d'empreses de transport, 2 d'empreses d'hostatgeria i restauració, 1 d'una empresa d'informació i comunicació, 2 d'empreses financeres, 1 d'una empresa immobiliària, 7 d'empreses de serveis, 2 d'entitats de l'administració pública i 1 d'una empresa classificada com a «altres activitats de serveis».
Dels 12 establiments de servei als particulars que hi havia el 2009, 3 eren tallers de reparació d'automòbils i de material agrícola, 3 guixaires pintors, 1 fusteria, 3 lampisteries, 1 perruqueria i 1 restaurant.
Dels 3 establiments comercials que hi havia el 2009, 1 era una botiga de menys de 120 m², 1 una fleca i 1 una carnisseria.
L'any 2000 a Sainte-Cécile hi havia 72 explotacions agrícoles que ocupaven un total de 2.343 hectàrees.

## Equipaments sanitaris i escolars
L'únic equipament sanitari que hi havia el 2009 era una farmàcia.
El 2009 hi havia 3 escoles elementals. A Sainte-Cécile hi havia 1 col·legi d'educació secundària i 1 liceu d'ensenyament general. Als col·legis d'educació secundària hi havia 60 alumnes i als liceus d'ensenyament general 70.

## Poblacions més properes
El següent diagrama mostra les poblacions més properes.